# Udesidning
Udesidning er en oldnordisk tradition, muligvis med shamanistiske rødder. Det er en slags natlig udendørs meditation for at komme i kontakt med det hinsides.
Kunne udføres ved en grav for at kontakte den døde.
Muligvis forbundet med sejd-traditionen.